# Domenico Carpinoni

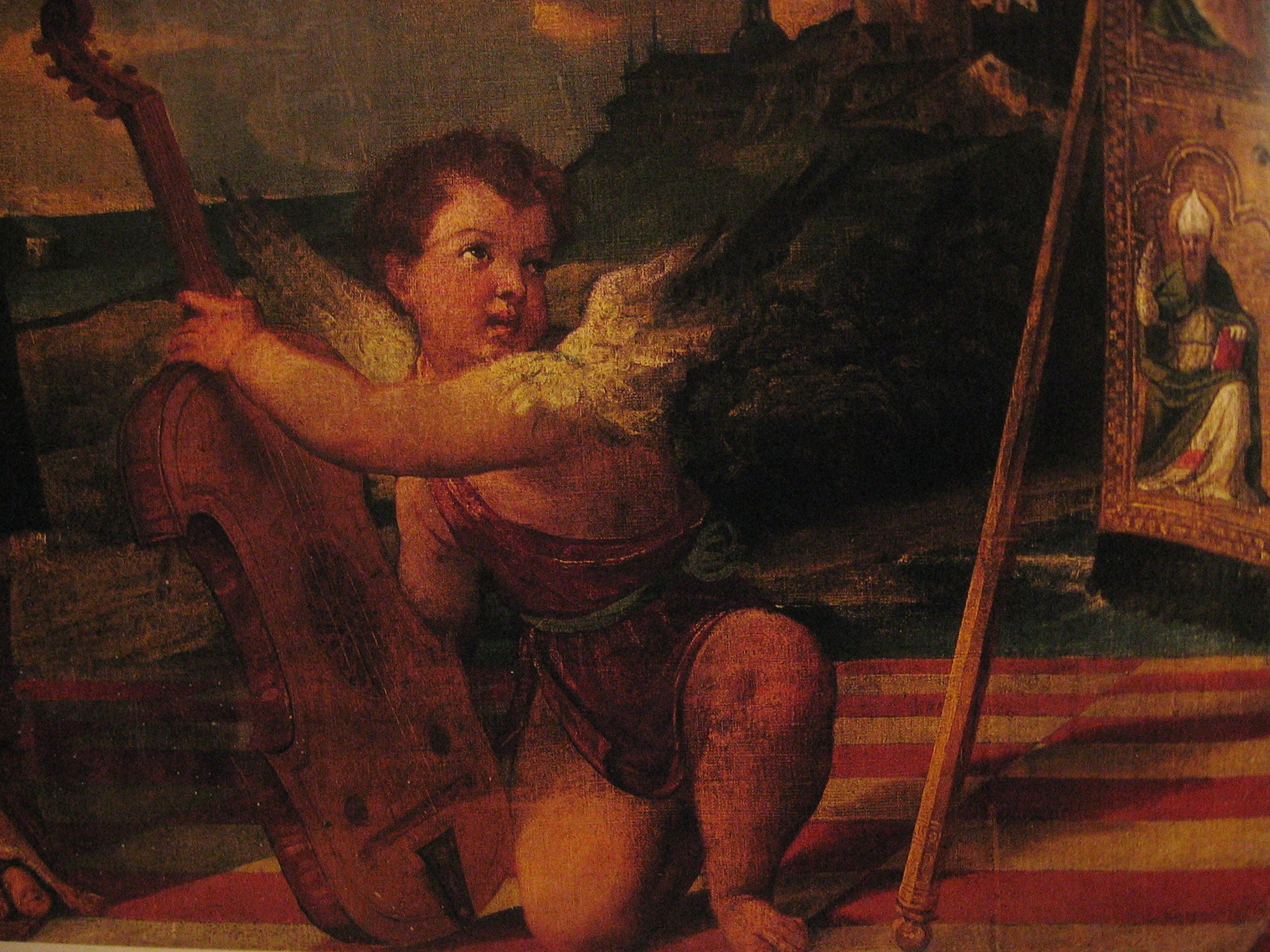
Madonna in gloria col Bambino, Basilica Santa Maria Assunta, Clusone (Bergamo)

Domenico Carpinoni (Clusone, 1566 – Clusone, 11 giugno 1658) è stato un pittore italiano.

## Biografia
Della sua nascita, avvenuta a Clusone, paese della val Seriana in provincia di Bergamo, non si hanno molte notizie, tanto da ipotizzarne la data soltanto tramite documenti successivi nei quali veniva citata la sua età.

È tuttavia noto che il padre Nicola, avendo intuito il potenziale artistico del figlio, lo inviò a Venezia dove fu allievo di Iacopo Negretti detto Palma il Giovane, anch'esso originario di Bergamo. 
Dopo un primo matrimonio, del quale tuttavia non vi sono notizie se non la nascita della figlia Giovanna, avvenuta nel 1601, Domenico Carpinoni tornò al paese natio tra la fine del XVI secolo e l'inizio del XVII. Un secondo matrimonio fu celebrato nel 1603 con Elena Uccelli, che diede alla luce altri figli tra cui Pietro, che successivamente continuò, con il figlio Marziale, la dinastia dei pittori Carpinoni.
Di carattere eccentrico, Domenico Carpinoni cominciò a eseguire lavori presso la “Scuola del Rosario” di Clusone all'inizio del XVII secolo, rimanendo inizialmente nell'ambito di piccoli lavori artigianali. La sua abilità successivamente lo portò a crearsi numerosi estimatori, situazione che gli permise di ottenere molte commissioni.
Poche sono le notizie inerenti alla sua esistenza, anche se noto fu che la fama acquisita gli garantì un elevato tenore di vita che mantenne fino alla morte, che lo raggiunse nella sua casa di Clusone all'età di 92 anni.

## Stile
Esponente del manierismo, risentì notevolmente degli insegnamenti carpiti dal maestro Palma il Giovane, anche se in numerosi suoi dipinti traspare la tecnica che fu di Palma il Vecchio, prozio del suo mentore e conterraneo del Carpinoni.
Fu sempre molto attento alle evoluzioni ed innovazioni pittoriche che si succedevano in tutta Europa, grazie alla continua acquisizione di stampe raffiguranti le più grandi opere del tempo: è logica conseguenza quindi considerarlo interprete del manierismo internazionale.
I suoi dipinti, in gran parte a sfondo religioso, sono eseguiti seguendo quello che viene considerato il modello canonico del XVI secolo, dove la parte superiore del dipinto è destinata al soggetto (la Madonna o i santi), mentre in quella inferiore si trovano figure minori, quali santi secondari o angeli, una sorta di intermediari tra la divinità principale ed i fedeli.

## Opere e stile

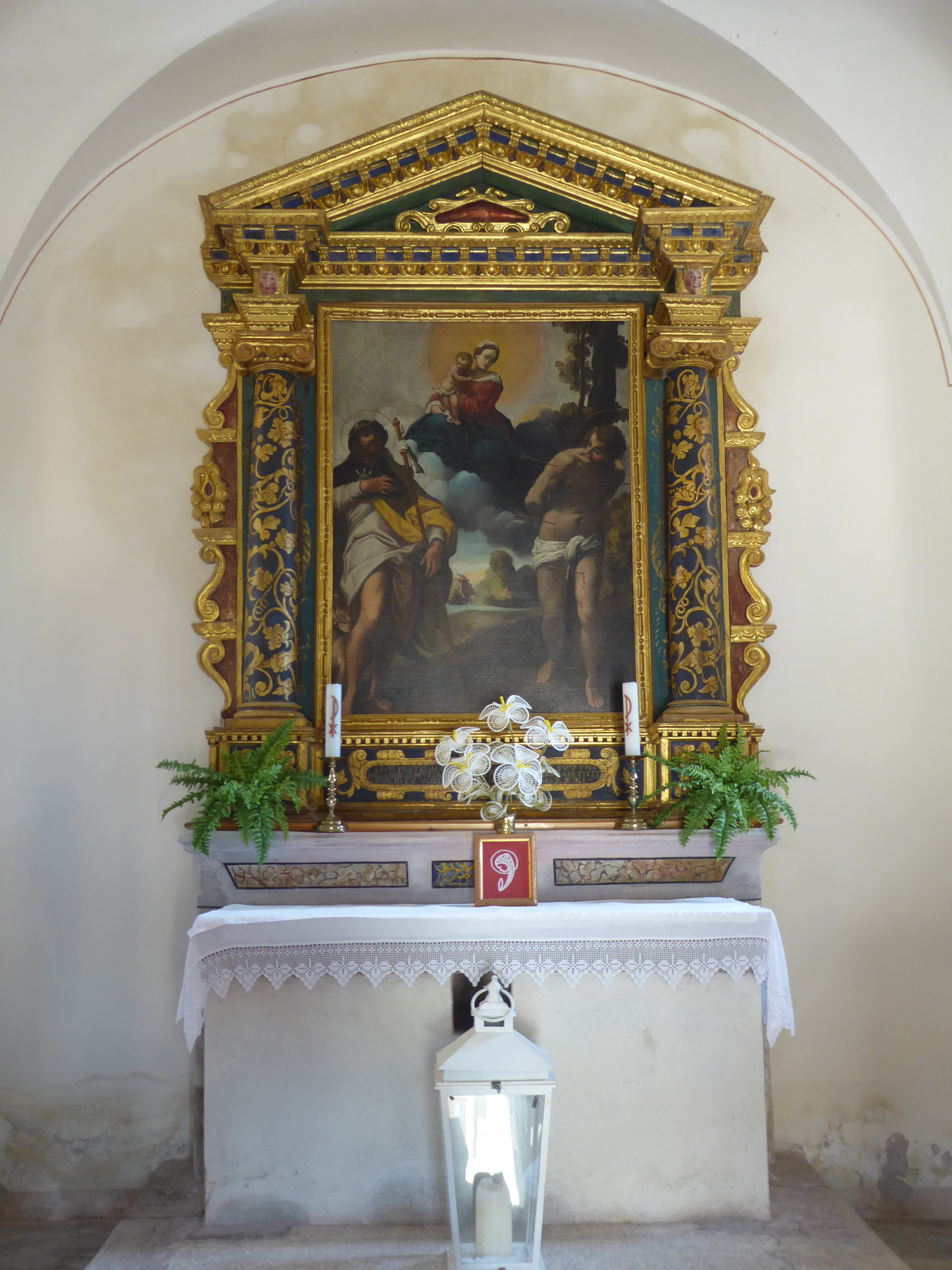
Pala d'altare attribuita al Carpinoni nella chiesa dei Santi Sebastiano e Rocco di Pergnano (San Lorenzo Dorsino)

Le sue opere si trovano principalmente negli edifici sacri della provincia di Bergamo, con una maggiore concentrazione nella valle Seriana, terra dove il pittore visse. Sono tuttavia presenti segni della sua presenza anche al di fuori della provincia bergamasca, principalmente nella vicina Val Camonica, tra cui Angolo Terme, Breno, Malegno e Provaglio d'Iseo.
Le prime opere, considerate minori, vennero eseguite artigianalmente per la Scuola del Rosario di Clusone nei primi anni del XVII secolo. Il salto di qualità avvenne dal 1611, quando dipinse la prima vera opera: l’ Annunciazione per il Santuario della Trinità di Casnigo.
A questo seguì, l'anno successivo, il ciclo de Le Sibille per il Santuario della Madonna della Torre di Sovere, paese in cui finirono anche la Visitazione (1613) e l'Adorazione dei pastori (1620). Pochi sono comunque i dipinti esattamente databili, tra i quali il Martirio di S. Lorenzo (tra il 1614 ed il 1624) di Barzizza (frazione di Gandino); l'Assunta di Vertova (1633) e, dell'anno successivo la Madonna in gloria tra i Santi Rocco e Sebastiano collocata nella chiesa della Visitazione di Ludrigno (frazione di Ardesio) e la Madonna in gloria e i santi Lorenzo ed Eleonora nella chiesa delle Orsoline di Gandino.
Da quel momento in poi le uniche opere documentate sono la Vergine del suffragio prega la Trinità con santi, eseguita nel 1647 per la confraternita dei morti della Chiesa di San Matteo apostolo e Sacro Cuore di Villa d'Ogna, e la Trasfigurazione di Monasterolo del Castello, risalente al 1656.
Altre opere non datate si trovano nelle chiese di Averara, Bianzano, Casazza, Cerete basso, Clusone, sia nel palazzo Fogaccia , nella Basilica di Santa Maria Assunta, che nella chiesa di San Luigi con il dipinto Discesa dello Spirito Santo, Costa Volpino, Endine, Fonteno nell'oratorio di San Carlo della frazione di Xino, Gandellino, nella chiesa di San Martino, Gandino, Lovere, nella Chiesa di Santa Maria Assunta in Valvendra, Onore, Piario, Rogno, Rovetta, Schilpario, Solto Collina, Spinone al Lago, Stezzano, Valbondione, e Vilminore di Scalve.
Tra le sue opere si elencano:
- Martirio di san Sebastiano, olio su tela (118x90) e Martirio di san Lorenzo, chiesa di San Giacomo Averara;
- Cristo incoronato di spine, olio su tela (45x39), Bergamo museo diocesano;
- Madonna col Bambino, santo vescovo e san Giovanni Battista, olio su tela (86x106), chiesa di San Benedetto di Bergamo;
- Cristo paga il tributo, olio su tela
- La morte appare a un banchetto-la partita a carte, olio su tela (111x58), collezione privata
- Ritratto di Torquato Tasso, olio su tela (95x76), collezione privata Bergamo
- La Maddalena, olio su tela (161x103), collezione privata Bergamo;
- San Rocco, olio su tela (280x180), chiesa di San Rocco a Bianzano;
- Madonna col Bambino in gloria, santi Gerolamo Valentino e Filippo, olio su tela (220x150), chiesa di San Salvatore a Breno;
- Santi Rocco, Antonio abate e Alessandro, olio su tela (160x118), chiesa di San Lorenzo a Casazza;
- Annunciazione, olio su tela (220x123), santuario della Santissima Trinità di Casnigo;
- Madonna del Rosario, santi Domenico Caterina da Siena e i Misteri del Rosario, olio su tela (280x173), chiesa di Sant'Alessandro Castione della Presolana;
- Madonna in gloria col Bambino e anti Lorentino e Pergentino, olio su tela (225x150), sagrestia della chiesa alessandrina di Castione della Presolana;
- Sant'Alessandro in contemplazione, olio su tela (180x150), sagrestia della chiesa alessandrina di Castione della Presolana;
- Madonna del Rosario, santi Domenico, Caterina da Siena e i misteri del Rosario (300x200), chiesa di San Vincenzo Martire a Cerete;
- Madonna in gloria col Bambino e i santi Gottardo, Bernardino, Maddalena, Niccolò e Alessandro, i Misteri del Rosario (264x168), terzo altare a sinistra della basilica di Santa Maria Assunta a Clusone;
- Nascita del Battista, olio su tela >(303x2600), parete destra del coro della chiesa parrocchiale di Clusone;
- Madonna di Loreto adorata dai santi Carlo Borromeo e Ambrogio, olio su tela (300x200), terzo altare a destra, chiesa parrocchiale di Clusone;
- Vergine e san Giuseppe intercedono presso la Trinità, san Gregorio, un disciplino e le anime purganti, olio su tela (305x180), chiesa parrocchiale di Clusone;
- Deposizione, olio su tela (242x1890) primo altare a sinistra della chiesa parrocchiale di Clusone;
- Pentecoste, olio su tela (277x175), chiesa parrocchiale di Clusone;
- Natività della Vergine, olio su tela (245x185), chiesa del Paradiso di Clusone;
- Santa Maria Maddalena, olio su tela (176x103), chiesa del Paradiso di Clusone;
- Santi Lucia, Lucio e Rocco che contemplano la Madonna che regge il Cristo morto, olio su tela (210x130), chiesa del Paradiso di Clusone;
- Madonna del Rosario, santi Domenico e Caterina da Siena, misteri del Rosario, olio su tela (163x130), Chiesa di Sant'Ambrogio vescovo Costa Volpino;
- Madonna col Bambino in gloria e i santi Rocco, Remigio e Sebastiano, olio su tela (200x150), chiesa di San Giorio Endine Gaiano;
- Madonna col bambino in trono e santi Remigio e Alessandro, olio su tela (250x178), chiesa di San Remigio Endine Gaiano;
- Madonna del Rosario e santi Domenico, Caterina da Siena e altri santi, olio su tela (155x150), chiesa di San Marino a Gandellino;
- Santi Cristoforo, Rocco e Sebastiano, olio su tela (200x130), chiesa di san Martino a Gandellino;
- Madonna in gloria col Bambino e santi Andrea, Avellino e Carlo Borromeo, olio su tela (155x80), chiesa di San Martino Gandellino;
- San Domenico adorante l'immagine della Madonna col Bambino, olio su tela (250x125), basilica di Santa Maria Assunta a Gandino e misteri del rosaio, olio su rame;
- Madonna col Bambino in gloria e santi Lorenzo e Eleonora, chiesa di San Carlo delle Orsoline di Gandino;
- Madonna col Bambino e santi in gloria, venerata dai santi Francesco, Cecilia, Giovanni evangelista, e Andrea olio su tela (275x194) chiesa di San Carlo delle Orsoline Gandino;
- Matrimonio della Vergine e annuncio ad Anna e Giocchino, olio su tela (115x168), chiesa di Santa Croce a Gandino;
- Martirio di San Lorenzo olio su tela (310x225), chiesa di San Nicola di Bari e San Lorenzo frazione Barzizza di Gandino;
- Madonna del Rosario (186x116) e Misteri del Rosario, olio su tela (30x25), chiesa dei Santi Nicolò e Lorenzo di Barzizza;
- Trinità e santi Nicola da Bari e Lorenzo (270x170) e Due episodi della vita di san Nicola di Bari, chiesa dei Santi Nicolò e Lorenzo a Barzizza;
- Vita di san Nicola in tredici dipinti olio su tela (35x20 cad.), chiesa dei Santi Nicolò e Lorenzo a Barzizza
- Deposizione di Cristo dalla croce olio su tela (230x173), chiesa di San Mauro altare maggiore, Gazzaniga
- Santi Cristoforo, Bartolomeo Antonio abate, Giovanni Battista, Pietro Bernardo e Martino, chiesa di San Michele di Leffe;
- Vergine col Bambino e san Giuseppe con Dio Padre, olio su tela (130x120), chiesa di San Michele di Leffe;
- Ritratto di giovane pittore, olio su tela, Accademia Tadini di Lovere;
- Adorazione dei Magi, olio su tela  (450x400), parte sinistra del coro della chiesa di Santa Maria Assunta in Valvendra di Lovere;
- Santa Maria Maddalena, olio su tela, Milano, collezione Cornareggio Medici;
- Ritratto dell'arciprete Bernardino Grassi, olio su tela, collezione privata;
- Trasfigurazione di Cristo, olio su tela (285x160), chiesa del Santissimo Salvatore, Monasterolo del Castello
- Madonna col Bambino in gloria e santi Rocco, Narno, Sebastiano e i Misteri del rosario, chiesa di Santa Maria Assuntadi Onore;
- Misteri del rosario, chiesa di Sant'Antonio abate di Piario;
- Lapidazione di Santo Stefano, olio su tela (300x260) e Madonna del rosario con i santi Domenico e Carlo con i misteri del rosario ( 230x170) per la chiesa di Santo Stefano a Rogno;
- Santi Lorenzo e Sebastiano, casa parrocchiale di Rovetta;
- Assunzione della Vergine, olio su tela (300x170), chiesa di Santa Maria Assunta di Solto Collina;
- Madonna in gloria col Bambino e santi Rosso, Maddalena, santo vescovo e disciplini, olio su tela (210x140), chiesa di San Gregorio di Sovere;
- Dodici figure di sibille, Visitazione della Vergine alla cugina Elisabetta, Adorazione dei pastori e Assunzione per il santuario della Madonna della Torre di Sovere
- Madonna del rosaio con i santi Domenico, Caterina da Siena, Giovanni Battista, Lorenzo e Francesco d'Assini, olio su tela (216x160), chiesa dei Santi Pietro e Paolo di Spinone al Lago;
- Battesimo di Gesù, olio su tela (280x180), chiesa di San Giovanni Battista di Stezzano;
- Madonna del Rosario e santi Domenico, Caterina da Siena e misteri del rosario, olio su tela (260x170), chiesa di San Lorenzo a Valbondione;
- Visitazione, olio su tela (128x106) e Sant'Antonio da Padova col Bambino, chiesa della Visitazione di Valbondione;
- Santi Rocco e Sebastiano (170x120) chiesa di San Rocco di Fiumenero frazione di Valbondione;
- Misteri del Rosario chiesa dei Santi Pietro e Paolo di Valgoglio;
- Assunzione di Maria olio su tela (520x260) chiesa di Santa Maria Assunta di Valgoglio;
- Madonna col Bambino in gloria e i santi Rocco, Defendente e Sebastiano (170x150), Vergine del Suffragio prega la Trinità per le anime purganti assistita ti san Bartolomeo e da un disciplino (200x152), Madonna del Rosario e santi Domenico, Caterina da Siena e altri santi (160x100) per la chiesa di San Matteo apostolo e Sacro Cuore di Villa d'Ogna;
- Sacra famiglia con san Giovannino, olio su tela (130x100), San Francesco in orazione (130x1300) chiesa di San Giovanni Evangelsita di Villa d'Ogna;
- Misteri del Rosario, chiesa di Santa Maria Assunta di Vilminore di Scalve;
- Visitazione di Maria alla cugina Elisabetta per la chiesa della Visitazione di Maria di Valbondione.